# Józef Rapacki

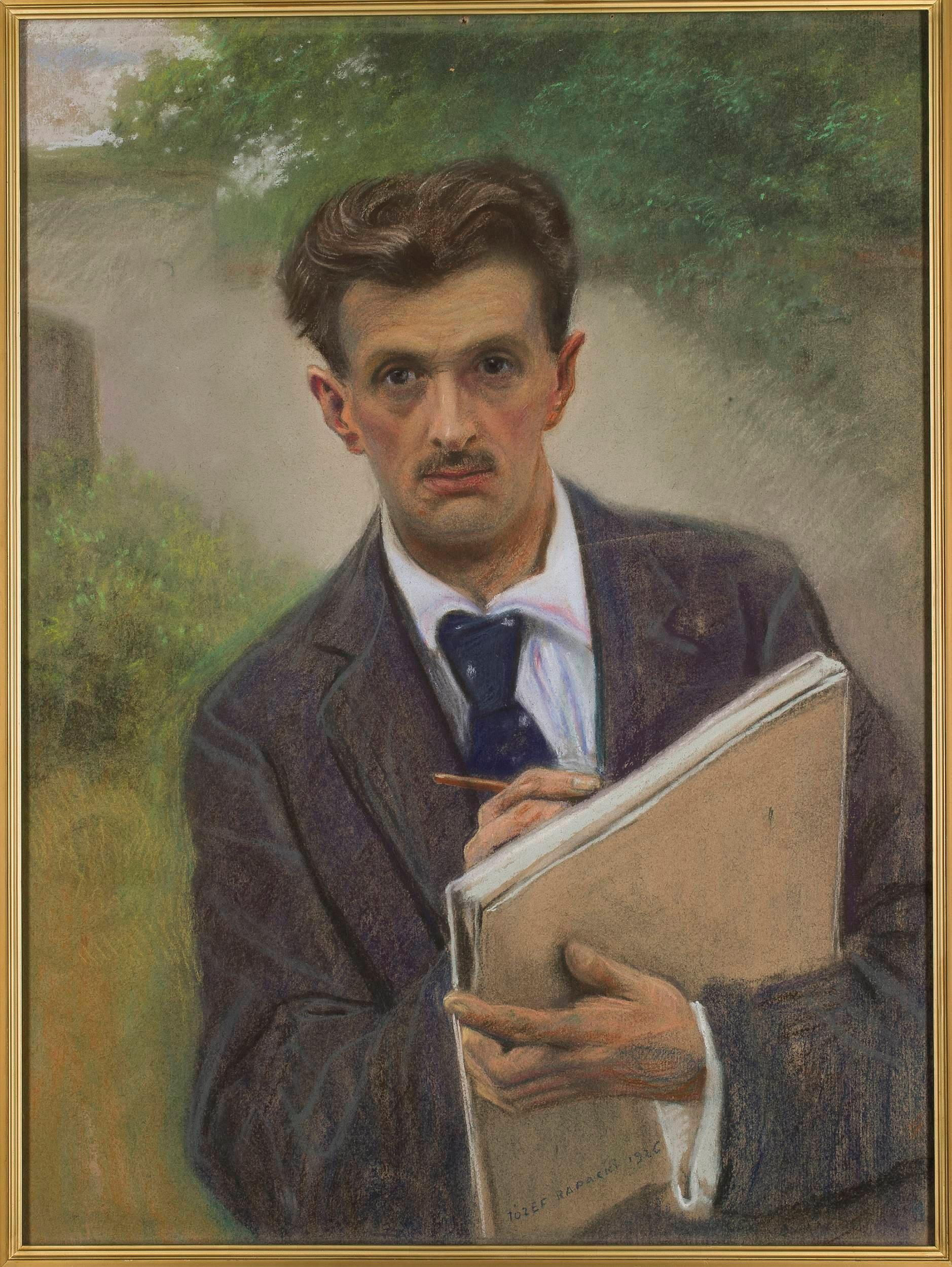
Chân dung tự họa (1926)

Józef Rapacki (sinh ngày 19 tháng 3 năm 1871 tại Warsaw - mất ngày 31 tháng 1 năm 1929 tại Olszanka) là một nghệ nhân, họa sĩ dùng màu nước và nhà thiết kế đồ họa người Ba Lan. Ông nổi tiếng nhất với các bức tranh tả phong cảnh hoài cổ của Mazovia.

## Tiểu sử
Józef Rapacki sinh ra trong một gia đình có truyền thống sân khấu. Ông là con trai của diễn viên Wincenty Rapacki. Anh trai của ông là Wincenty (junior) và chị gái Honorata Leszczyńska cũng trở thành diễn viên. Diễn viên kiêm đạo diễn Jerzy Leszczyński là cháu trai của ông. Józef Rapacki quyết định theo đuổi một ngành khác. Khi 14 tuổi, ông đăng ký lớp học vẽ của họa sĩ Wojciech Gerson. Sau khi hoàn thành khóa học với Gerson, ông theo học Học viện Mỹ thuật Kraków. Tại đây, ông làm học trò của Izydor Jabłoński, Florian Cynk và Feliks Szynalewski.

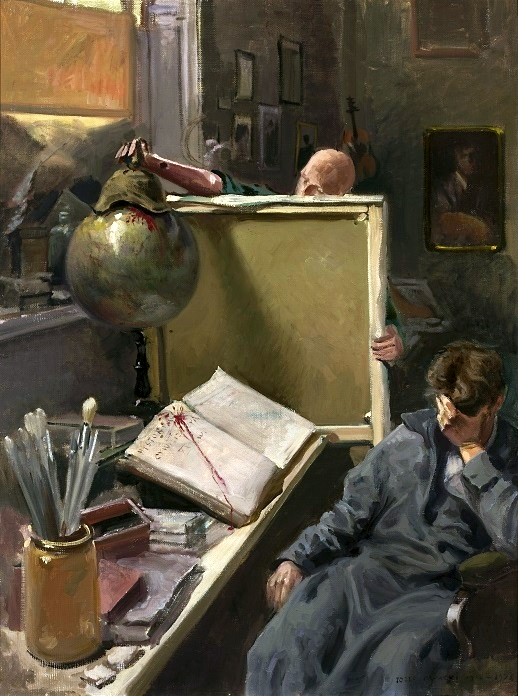
Tầm nhìn của họa sĩ

Ban đầu Józef Rapacki vẽ tranh phong cảnh, cảnh quan thành phố và các cảnh sinh hoạt thường ngày. Sau khi quay lại học thêm với Gerson một thời gian, ông đến Munich vào năm 1889. Tại Munich, ông làm học trò của họa sĩ vẽ chân dung Conrad Fehr trong hai năm và chịu ảnh hưởng của Trường phái Munich. Ông trở lại Warsaw, nhưng tiếp tục đi du lịch, thực hiện một chuyến đi nghiên cứu lớn đến Ý vào khoảng năm 1898.
Trong khoảng thời gian này, Józef Rapacki vẽ minh họa cho một số tập san ở Warsaw, trong đó có tạp chí nổi tiếng Tygodnik Ilustrowany. Ngoài ra, ông cũng vẽ minh họa cho các tác phẩm của Ignacy Krasicki. Ông triển lãm các tác phẩm của mình trên diện rộng, kể cả triển lãm tại Exposition Universelle vào năm 1900. Một thời gian ngắn sau, Józef Rapacki bị mắc bệnh phổi nặng và phải chuyển đến Kraków để việc lên núi dưỡng bệnh có thể dễ dàng hơn. Vào giữa thập niên 1900, ông thường xuyên di chuyển. Ông từng lưu trú tại Zakopane và Szczawnica.
Năm 1907, cuối cùng Józef Rapacki quyết định đến sống ở Olszanka. Tại đây, ông và vợ là Gabriela đã xây một ngôi nhà và địa điểm này trở thành nơi tụ họp của giới họa sĩ và nhà văn. Ở đó, ông tập trung vẽ tranh phong cảnh và đã tạo ra một số tác phẩm nổi tiếng nhất của mình. Trong Chiến tranh thế giới thứ nhất, Józef Rapacki vẽ rất nhiều tranh cho các tờ báo ở Warsaw, tả các sự kiện liên quan đến sự chiếm đóng của Đức. Một số bức đã được phát hành trong Pro memoria. Prusak w Polsce (Phổ ở Ba Lan), một sê-ri gồm 20 tác phẩm in thạch bản, chúng được sử dụng để tuyên truyền trong Cuộc nổi dậy Silesia.
Józef Rapacki mất ở tuổi 58 vì các biến chứng của bệnh cúm.

## Tranh tiêu biểu

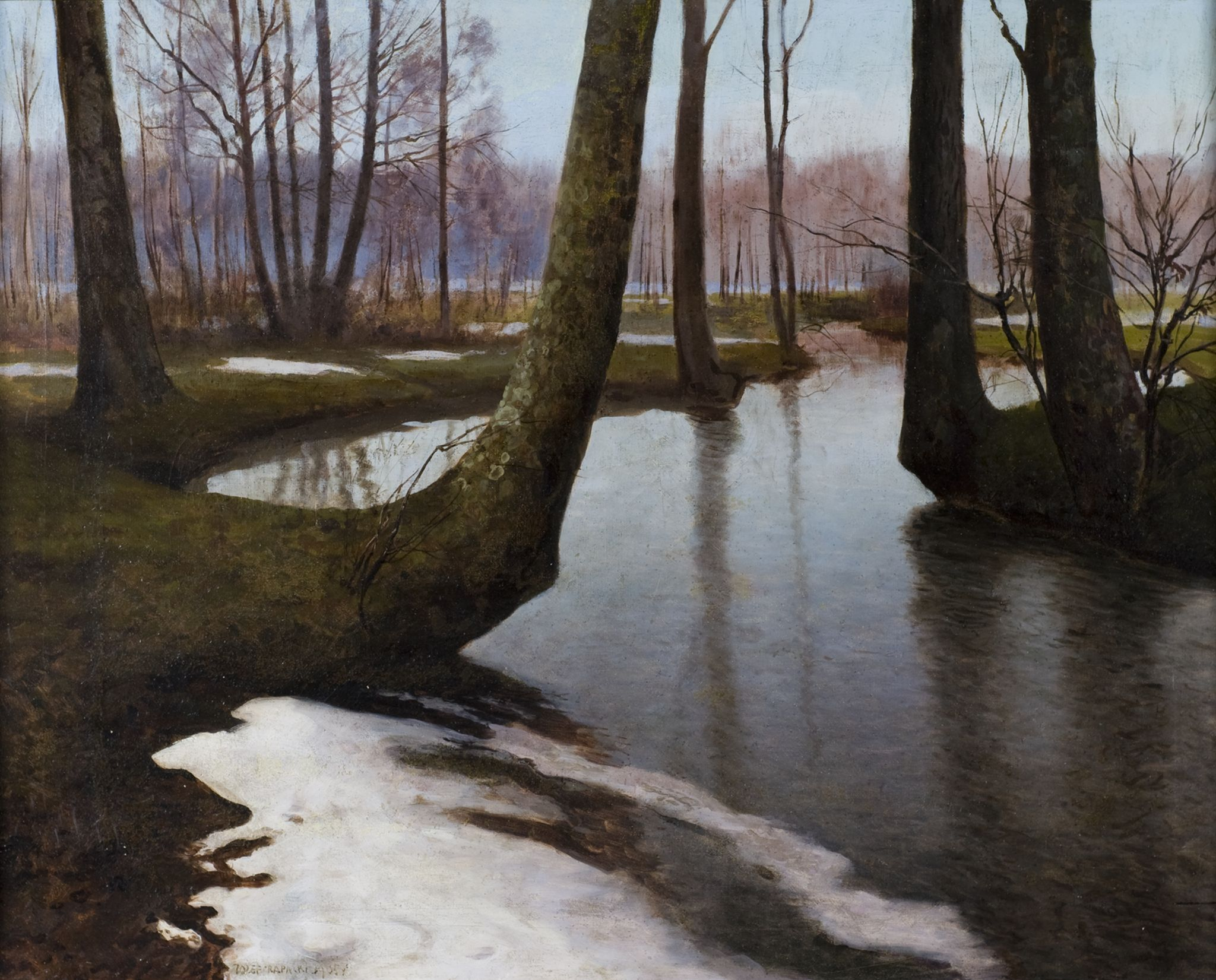
Tan băng mùa xuân
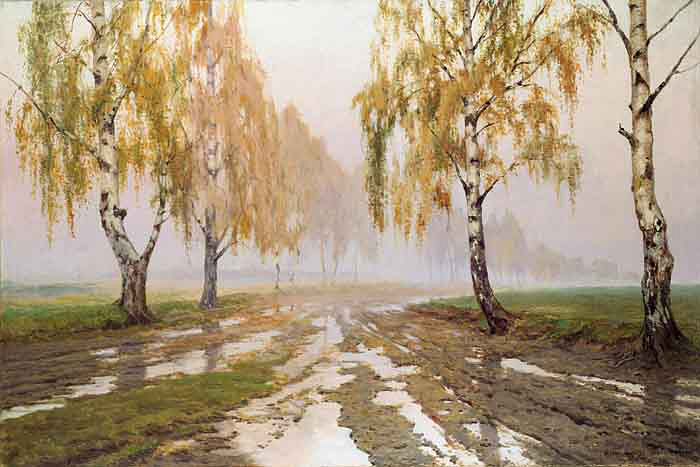
Con đường xuyên qua hàng bạch dương
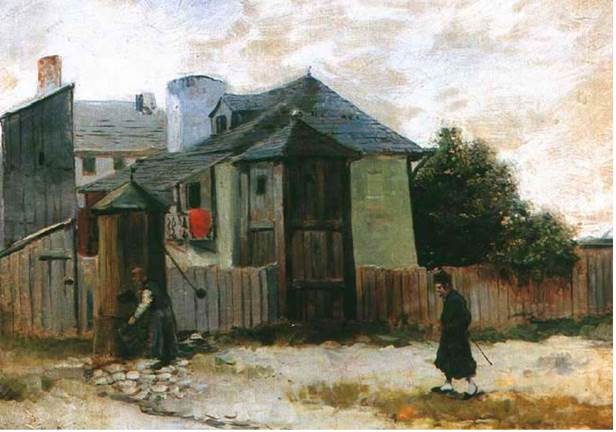
Một con phố ở Kazimierz
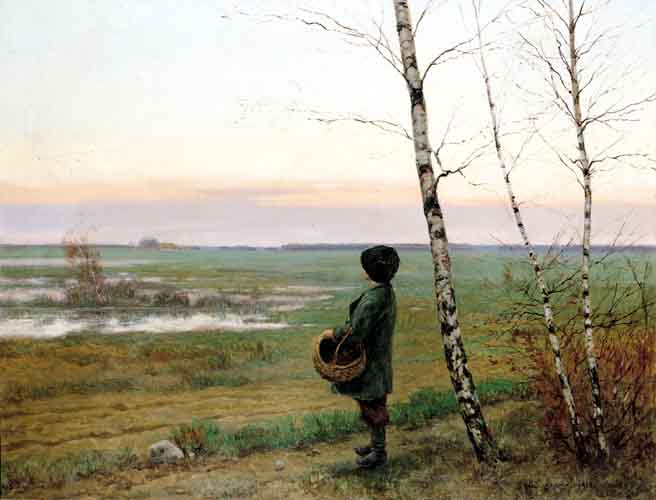
Mùa thu